# Bill Bidwill
William Vogel „Bill“ Bidwill (* 31. Juli 1931 in Chicago, Illinois; † 2. Oktober 2019 in Phoenix, Arizona) war ein amerikanischer Unternehmer und Besitzer des NFL-Teams Arizona Cardinals.

## Leben
Bill Bidwill wurde kurz nach seiner Geburt, genau wie sein Bruder Charles „Stormy“ Bidwill Jr., von Charles Bidwill und Violet Bidwill adoptiert. Charles Bidwill war Eigentümer der NFL-Mannschaft Chicago Cardinals. Bill Bidwill besuchte zunächst bis 1949 die Georgetown Preparatory School (High School). Danach studierte er an der Georgetown University Mittelaltergeschichte. Das Studium schloss er 1953 erfolgreich mit dem Bachelor ab. Danach ging er bis 1956 zur United States Navy.
1947 starb sein Vater Charles Bidwill und seine Mutter heiratete zwei Jahre später Walter H. S. Wolfner. Dieser übernahm die Kontrolle über die Geschäfte der Mutter. 1951 wurden sein Bruder Charles zum Präsidenten und Bill zum Vizepräsidenten der Cardinals ernannt, während Wolfner als General Manager agierte und damit das gesamte operative Geschäft kontrollierte. Ab 1960 stieg Bidwill aktiv in die Geschäfte des Franchise ein. Am 29. Januar 1962 starb Violet Bidwill. In ihrem Testament vermachte sie fast ihr gesamtes Vermögen ihren beiden Söhnen. Daraufhin klagte Wolfner gegen das Testament. Im Rahmen dieser Gerichtsstreitigkeiten, macht er auch den Umstand der Adoption von Charles und Bill bekannt. Die Gerichte entschieden zu Gunsten der Söhne. Im Mai 1962 übernahmen die Brüder die Verantwortung über das Franchise und entließen Wolfner.
Während Charles die Pferderennbahn Sportsmen’s Park in Cicero und die Hunderennbahnen in Florida übernahm, teilten sich beide die Verantwortung für die NFL-Mannschaft der St. Louis Cardinals. Die beiden charakterlich unterschiedlichen Brüder konnten sich auf keine gemeinsame Linie bei der Führung der Franchise einigen. So beschlossen sie 1972, dass Bill das NFL-Team komplett übernimmt und seinem Bruder 6 Millionen Dollar für die Anteile auszahlt.
Der öffentlichkeitsscheue Bidwill führte das Franchise mit geringem finanziellen Aufwand. Dies schlug sich auch in den eher mäßigen sportlichen Erfolgen nieder. Andererseits war er einer der ersten Franchise-Eigner, der Minderheiten eine leitenden Position in der Franchise-Verwaltung gab. Bereits ab 1996 war sein zweitältester Sohn Michael Bidwill ins Team-Management involviert. 2007 übernahm dieser die Funktion als Präsident und war ab diesem Zeitpunkt für das gesamte operative Geschäft verantwortlich. Seit dem Tod seines Vaters ist er Chairman (Aufsichtsratsvorsitzender) und als Nachlassverwalter Eigner der NFL-Franchise.
Bill Bidwill war seit 1960 mit Nancy Jeanne Lavezzorio (1932–2016) verheiratet und hatte fünf Kinder (Michael, Bill Jr., Patrick, Timothy und Nancy).
2017 wurde er in die Arizona Sports Hall of Fame aufgenommen.